# Línea 30 (Avanza Zaragoza)
La línea 30 es una línea regular diurna de Avanza Zaragoza. Realiza el recorrido comprendido entre el distrito de Las Fuentes y la Plaza Basilio Paraíso en la ciudad de Zaragoza (España)..Hace un recorrido circular con ida por paseo independencia y vuelta por paseo Constitución. 
Tiene una frecuencia media de 10 minutos.
Comenzó en el año 1975 entre Las Fuentes - Casablanca pero con al llegada del tranvía se quitó.

## Recorrido
Doctor Iranzo, Rodrigo Rebolledo,Jorge Cocci, Asalto, Paseo la Mina, Paseo Constitución, Pza. Aragón, Pza. España, Pza. San Miguel, Jorge Cocci, Compromiso de Caspe, Salvador Minguijón, Doctor Iranzo